# Asteroschema vicinum
Asteroschema vicinum is een slangster uit de familie Asteroschematidae.
De wetenschappelijke naam van de soort werd in 1907 gepubliceerd door René Koehler.